# Kodachadri
Kodachadri är ett berg i Indien.   Det ligger i distriktet Udupi och delstaten Karnataka, i den södra delen av landet, 1 700 km söder om huvudstaden New Delhi. Toppen på Kodachadri är 1 343 meter över havet.
Terrängen runt Kodachadri är huvudsakligen kuperad, men den allra närmaste omgivningen är bergig. Kodachadri är den högsta punkten i trakten. Runt Kodachadri är det ganska tätbefolkat, med 86 invånare per kvadratkilometer. I omgivningarna runt Kodachadri växer huvudsakligen savannskog.